# غلوكورونيد البيليروبين
غلوكورونيد البيليروبين (بالإنجليزية: Bilirubin glucuronide) هو تفاعل قابل للذوبان في الماء وسيط خلال عملية اقتران البيليروبين غير المباشر. ينتمي غلوكورونيد البيليروبين نفسه إلى فئة البيليروبين المترافق مع البيليروبين ثنائي الجلوكورونيد. ومع ذلك، يتم إفراز الأخير فقط بشكل أساسي في الصفراء في الوضع الطبيعي.
على الخلايا الأكولة بقعة وبلعمة كريات الدم الحمراء الدم التي تحتوي على الهيموجلوبين، يتم تفريغ البيليروبين غير المقترن من الخلايا الأكولة في بلازما الدم. في أغلب الأحيان، فإن البيليروبين غير المقترن الحر وغير القابل للذوبان في الماء والذي يحتوي على رابطة هيدروجين داخلية سوف يرتبط بالألبومين، وبدرجة أقل بكثير، البروتين الدهني عالي الكثافة من أجل تقليل كاره الماء والحد من احتمالية الاتصال غير الضروري مع الأنسجة الأخرى وتحافظ على البيليروبين في حيز الأوعية الدموية من العبور إلى خارج الأوعية الدموية بما في ذلك الدماغ، ومن إنهاء زيادة الترشيح الكبيبي. ومع ذلك، لا يزال هناك جزء صغير من البيليروبين غير المباشر يبقى خاليًا من الارتباط. يمكن أن يسمم البيليروبين الحر غير المقترن الدماغ.
أخيرًا، يقود الألبومين البيليروبين غير المباشر إلى الكبد. في أشباه الجيوب الكبدية، ينفصل الألبومين عن البيليروبين غير المباشر ويعود إلى الدورة الدموية بينما تنقل الخلايا الكبدية البيليروبين غير المباشر إلى اللجاندين، ويقترن الغلوكورونيد البيليروبين غير المباشر في الشبكة الإندوبلازمية عن طريق تعطيل ارتباط البيليروبين الداخلي غير المُقترن، وهو الشيء الذي يجعل الترابط الهيدروجيني الداخلي غير المُقترن.البيليروبين غير المباشر له خاصية الحياة النصفية الأبدية وغير قابل للذوبان في الماء، ومن خلال ربط جزيئين من حمض الجلوكورونيك به في عملية من خطوتين. التفاعل عبارة عن نقل مجموعتين من حمض الجلوكورونيك بما في ذلك حمض اليوريدين ثنائي الفوسفات الجلوكورونيك بالتتابع إلى مجموعات حمض البروبيونيك في البيليروبين، والتي يتم تحفيزها بشكل أساسي بواسطة يوريدين ثنائي الفوسفات غلوكورونوسيل ترانسفيراز 1-1. بمزيد من التفصيل حول هذا التفاعل، يتم اقتران جزء من الجلوكورونوزيل بإحدى السلاسل الجانبية لحمض البروبيونيك، الموجودة على ذرات الكربون C8 وC12 من حلقتين بيرول مركزيتين من البيليروبين.
عند الانتهاء من الخطوة الأولى تمامًا، فإن ركيزة غلوكورونيد البيليروبين (المعروفة أيضًا باسم أحادي الجلوكورونيد) تولد في هذه المرحلة وتكون قابلة للذوبان في الماء وتفرز بسهولة في الصفراء. بعد ذلك، طالما نجحت الخطوة الثانية من ربط حمض الجلوكورونيك الآخر به (يُطلق عليه رسميًا «إعادة الغلوكورونيد»)، فإن ركيزة غلوكورونيد البيليروبين ستتحول إلى بيليروبين ثنائي جلوكورونيد (8,12-ديجلوكورونيد ويتم إفرازها في القنوات الصفراوية عن طريق C-MOAT  وMRP2 بصفتها الصفراء البشرية العادية جنبًا إلى جنب مع كمية قليلة من البيليروبين غير المقترن بقدر 1 إلى 4 بالمائة فقط من مجموع الصبغات في الصفراء العادية. هذا يعني أن ما يصل إلى 96٪ -99٪ من البيليروبين في الصفراء مترافق.
عادة، هناك القليل من البيليروبين المترافق يتسرب إلى الدورة الدموية العامة. ومع ذلك، في حالة الإصابة بأمراض الكبد الشديدة، سيتسرب عدد أكبر بكثير من البيليروبين المترافق إلى الدورة الدموية ثم يذوب في الدم[./غلوكورونيد_البيليروبين#cite_note-34 [lower-alpha 2]] وبالتالي يتم تصفيته عن طريق الكلى، وسيتم إعادة امتصاص جزء فقط من البيليروبين المترافق المتسرب في الأنابيب الكلوية، أما الباقي فسيكون موجودًا في البول مما يجعله داكن اللون.

## الأهمية السريرية
تشارك الأهمية السريرية لغلوكورونيد البيليروبين في العديد من الحالات. يمكن للأدوية التي تثبط نشاط المكونات المشاركة في استقلاب البيليروبين أن تؤدي إلى تراكم البيليروبين في الدم. بالمقارنة، عادةً ما يكون اقتران بعض الأدوية ضعيفًا إذا كان الكبد لا يستطيع بشكل طبيعي استقلاب البيليروبين غير المباشر.

### كلوي
عندما يتم الكشف عن إفراز غلوكورونيد البيليروبين عن طريق الكلى في البول من خلال فحص البول، مما يعني وجود كمية واضحة من البيليروبين المترافق وتدور في الدم.

### متلازمة دوبين جونسون
في متلازمة دوبين جونسون، ينتج ضعف إفراز غلوكورونيد البيليروبين في القنوات الصفراوية عن طفرة في بروتين مرتبط بمقاومة الأدوية المتعددة 2. يَنتُج الكبد الداكن اللون عن مستقلبات الأدرينالين المبلمرة، وليس البيليروبين.

### فشل الكبد أو التهاب الكبد
إذا كان الكبد هو الذي لا يستطيع نقل البيليروبين غير المباشر بشكل فعال إلى غلوكورونيد البيليروبين ثم إلى البيليروبين ثنائي غلوكورونيد، فإن النتيجة ستكون فرط بيليروبين الدم أو اليرقان داخل الكبد (أو خلايا الكبد).
علاوة على ذلك، ينشأ فرط بيليروبين الدم غير المقترن في حالة قيام مكونات الكبد بنقل البيليروبين غير المباشر إلى غلوكورونيد البيليروبين بمعدل أبطأ مما ينبغي. ترتبط هذه الحالة إما بانخفاض امتصاص البيليروبين في خلايا الكبد (متلازمة روتور) أو خلل في الارتباط بالبروتين داخل الخلايا.
بطريقة مماثلة، يظهر فرط بيليروبين الدم المترافق في حالة وجود صعوبة في تحويل مكونات الكبد إلى غلوكورونيد البيليروبين إلى بيليروبين ثنائي جلوكورونيد. لاحظ أن انسداد القناة الصفراوية يمكن أن يؤدي أيضًا إلى فرط بيليروبين الدم المقترن ولكن الفيزيولوجيا المرضية هي أن ارتجاع البيليروبين ثنائي الجلوكورونيد مع القليل من البيليروبين غير المباشر وجلوكورونيد البيليروبين من القناة الصفراوية عبر الكبد إلى بلازما الدم. ترتبط هذه الحالات إما بخلل في الارتباط بالبروتين داخل الخلايا (للمرة الثانية) أو إفراز مضطرب في القناة الصفراوية (متلازمة دوبين جونسون).
يعتبر فشل الكبد والتهاب الكبد من أكثر الأسباب المسببة لفرط بيليروبين الدم في تكوين الكبد. في حالة فرط بيليروبين الدم بسبب انسداد القنوات الصفراوية داخل الكبد أو خارج الكبد، على سبيل المثال حصوة المرارة، يُطلق على الاسم يرقان ما بعد الكبد (أو يرقان معرق).
لا يُعد تركيز البيليروبين مؤشرًا مبكرًا حساسًا لأمراض الكبد حيث قد يحتفظ الكبد بقدرته على إزالة البيليروبين لتوفير الطاقة وعدم الاحتفاظ بالقدرة المحجوزة مسبقًا عند مواجهة ارتفاع مفاجئ في البيليروبين غير المقترن. باختصار، لا تزال هناك فرصة لمرض الكبد للتخلص من البيليروبين المفرط غير المقترن في بلازما الدم، مع إظهار مستوى البيليروبين الكلي ضمن النطاق المرجعي الطبيعي.

### متلازمة كريغلر-نجار
في متلازمة كريغلر-نجار، يوجد نقص وراثي في ناقلة الجلوكورونوزيل مما يؤدي إلى ظهور تركيزات عالية من البيليروبين غير المقترن في البلازما. علاوة على ذلك، قد يصاب المصابون باليرقان النووي (رواسب صبغية في الدماغ) والتي يمكن أن تسبب تنكس الأعصاب.

### متلازمة جيلبرت
في متلازمة غلبرت، ينخفض نشاط ناقلة الجلوكورونوزيل بنسبة 70% تقريبًا، مما يؤدي إلى تراكم خفيف من البيليروبين غير المقترن في البلازما.

### اليرقان عند حديثي الولادة
عند الولادة، لا يتطور لدى الرضع قدرة كافية على اقتران البيليروبين. يصاب ما يصل إلى 8% إلى 11% من حديثي الولادة بفرط بيليروبين الدم في الأسبوع الأول من حياتهم.

### اليرقان الانحلالي
في اليرقان الناجم عن انحلال الدم (يرقان ما قبل الكبد (أو الانحلالي))، فإن الفيزيولوجيا المرضية هي أن الإفراط في إنتاج البيليروبين من انحلال الدم خارج الأوعية الدموية أو داخل الأوعية الدموية يفوق قدرة الكبد على إفرازه. إن البيليروبين الموجود في البلازما غير مقترن إلى حد كبير في هذا الوضع حيث لم يتم تناوله أو اقترانه بواسطة الكبد. في هذه الحالة، يزيد البيليروبين الكلي في الدم بينما تظل نسبة البيليروبين المباشر إلى البيليروبين غير المباشر 96 إلى 4 حيث يصل إلى 96٪-99٪ من البيليروبين في الصفراء مترافق مذكور أعلاه.

### تلف في الدماغ
أنظر أيضا: يرقان نووي، يرقان، المادة الرمادية والأهمية السريرية.
على الرغم من وجود بعض الدراسات التي أظهرت وجود علاقة عكسية بين مستوى البيليروبين في الدم وانتشار مرض الشريان التاجي الإقفاري، أو الوفيات الناجمة عن السرطان، أو سرطان القولون في عموم السكان، لم يتم إثبات الفوائد المحتملة للوظيفة الوقائية الكيميائية للبيليروبين وعلاقاتها السببية.